# Joey Muthengi
Joey Muthengi là một nhân vật truyền thông và nữ diễn viên người Kenya. Sự tham gia của cô vào ngành công nghiệp truyền thông Kenya đã trở thành một nhân vật phát thanh trên 98,4 Capital FM từ 2009-2013, nơi cô tổ chức và sản xuất chương trình giới trẻ vô cùng nổi tiếng Hits Not Homework. Thời điểm gần đây nhất (tháng 6 năm 2016-nay), chương trình này là một phần của chương trình biểu diễn bữa sáng điện thương hiệu mới trên Citizen TV, với Joey Muthengi hiện đang đồng tổ chức chương trình hàng ngày với Fred Indimuli và Willis Raburu.

## Tuổi thơ
Joey được sinh ra ở Kijabe, Thung lũng Rift và chuyển đến Hoa Kỳ khi cô được 2 tuổi. Joey trở về Kenya và tham dự Học viện Thung lũng Rift, sau đó chuyển đến Hoa Kỳ, nơi cô theo học trường Cao đẳng Hope theo đuổi chuyên ngành về Quản trị Kinh doanh và Truyền thông.

## Nghề nghiệp
Từ năm 2011-2014, Joey đóng vai trò là VJ (Video Jockey) người Kenya đầu tiên cho kênh O - một kênh âm nhạc Nam Phi, nơi cô đại diện cho âm nhạc, giải trí và văn hóa Kenya cho phần còn lại của lục địa đen. Năm 2013, cô tổ chức Season 6 của chương trình âm nhạc thực tế lớn nhất ở Đông Phi 'Tusker Project Fame', trên Citizen TV, kênh truyền hình trước đó đã tham gia vào nhượng quyền thương mại trên 'Tusker All Stars' được phát sóng vào năm 2011.

## Cuộc sống cá nhân
Joey có niềm đam mê âm nhạc và thơ ca.